# Distrito de Toulouse
El distrito de Toulouse es un distrito (en francés arrondissement) de Francia, que se localiza en el departamento Alto Garona (en francés Haute-Garonne), de la región Occitania. Cuenta con 31 cantones y 226 comunas.

## División territorial

### Cantones
Los cantones del distrito de Toulouse son:
- Cantón de Blagnac
- Cantón de Cadours
- Cantón de Caraman
- Cantón de Castanet-Tolosan
- Cantón de Fronton
- Cantón de Grenade
- Cantón de Lanta
- Cantón de Léguevin
- Cantón de Montastruc-la-Conseillère
- Cantón de Montgiscard
- Cantón de Nailloux
- Cantón de Revel
- Cantones de Toulouse, numerados del 1 al 15:
  - Toulouse-1
  - Toulouse-2
  - Toulouse-3
  - Toulouse-4
  - Toulouse-5
  - Toulouse-6
  - Toulouse-7
  - Toulouse-8
  - Toulouse-9
  - Toulouse-10
  - Toulouse-11
  - Toulouse-12
  - Toulouse-13
  - Toulouse-14
  - Toulouse-15
- Cantón de Tournefeuille
- Cantón de Verfeil
- Cantón de Villefranche-de-Lauragais
- Cantón de Villemur-sur-Tarn

### Comunas
| 1. Aigrefeuille (31003)                | 2. Albiac (31006)                    | 3. Aucamville (31022)                 | 4. Auragne (31024)                     |
| 5. Aureville (31025)                   | 6. Auriac-sur-Vendinelle (31026)     | 7. Aurin (31029)                      | 8. Aussonne (31032)                    |
| 9. Auzeville-Tolosane (31035)          | 10. Auzielle (31036)                 | 11. Avignonet-Lauragais (31037)       | 12. Ayguesvives (31004)                |
| 13. Azas (31038)                       | 14. Balma (31044)                    | 15. Baziège (31048)                   | 16. Bazus (31049)                      |
| 17. Beaupuy (31053)                    | 18. Beauteville (31054)              | 19. Beauville (31055)                 | 20. Beauzelle (31056)                  |
| 21. Belberaud (31057)                  | 22. Belbèze-de-Lauragais (31058)     | 23. Bellegarde-Sainte-Marie (31061)   | 24. Bellesserre (31062)                |
| 25. Bessières (31066)                  | 26. Blagnac (31069)                  | 27. Bondigoux (31073)                 | 28. Bonrepos-Riquet (31074)            |
| 29. Le Born (31077)                    | 30. Bouloc (31079)                   | 31. Bourg-Saint-Bernard (31082)       | 32. Brax (31088)                       |
| 33. Bretx (31089)                      | 34. Brignemont (31090)               | 35. Bruguières (31091)                | 36. Le Burgaud (31093)                 |
| 37. Buzet-sur-Tarn (31094)             | 38. Bélesta-en-Lauragais (31060)     | 39. Cabanac-Séguenville (31096)       | 40. Le Cabanial (31097)                |
| 41. Cadours (31098)                    | 42. Caignac (31099)                  | 43. Calmont (31100)                   | 44. Cambiac (31102)                    |
| 45. Caragoudes (31105)                 | 46. Caraman (31106)                  | 47. Castanet-Tolosan (31113)          | 48. Castelginest (31116)               |
| 49. Castelmaurou (31117)               | 50. Castelnau-d'Estrétefonds (31118) | 51. Le Castéra (31120)                | 52. Caubiac (31126)                    |
| 53. Cessales (31137)                   | 54. Clermont-le-Fort (31148)         | 55. Colomiers (31149)                 | 56. Cornebarrieu (31150)               |
| 57. Corronsac (31151)                  | 58. Cox (31156)                      | 59. Cugnaux (31157)                   | 60. Cépet (31136)                      |
| 61. Daux (31160)                       | 62. Deyme (31161)                    | 63. Donneville (31162)                | 64. Drudas (31164)                     |
| 65. Drémil-Lafage (31163)              | 66. Escalquens (31169)               | 67. Espanès (31171)                   | 68. Le Faget (31179)                   |
| 69. Falga (31180)                      | 70. Fenouillet (31182)               | 71. Flourens (31184)                  | 72. Folcarde (31185)                   |
| 73. Fonbeauzard (31186)                | 74. Fourquevaux (31192)              | 75. Francarville (31194)              | 76. Fronton (31202)                    |
| 77. Gagnac-sur-Garonne (31205)         | 78. Garac (31209)                    | 79. Gardouch (31210)                  | 80. Gargas (31211)                     |
| 81. Garidech (31212)                   | 82. Gauré (31215)                    | 83. Gibel (31220)                     | 84. Goyrans (31227)                    |
| 85. Gragnague (31228)                  | 86. Gratentour (31230)               | 87. Grenade (31232)                   | 88. Le Grès (31234)                    |
| 89. Gémil (31216)                      | 90. Issus (31240)                    | 91. Juzes (31243)                     | 92. Labastide-Beauvoir (31249)         |
| 93. Labastide-Saint-Sernin (31252)     | 94. Labège (31254)                   | 95. Lacroix-Falgarde (31259)          | 96. Lagarde (31262)                    |
| 97. Lagraulet-Saint-Nicolas (31265)    | 98. Lanta (31271)                    | 99. Lapeyrouse-Fossat (31273)         | 100. Larra (31592)                     |
| 101. Laréole (31275)                   | 102. Laserre (31277)                 | 103. Launac (31281)                   | 104. Launaguet (31282)                 |
| 105. Lauzerville (31284)               | 106. Lavalette (31285)               | 107. Layrac-sur-Tarn (31288)          | 108. Lespinasse (31293)                |
| 109. Loubens-Lauragais (31304)         | 110. Lux (31310)                     | 111. Léguevin (31291)                 | 112. Lévignac (31297)                  |
| 113. La Magdelaine-sur-Tarn (31311)    | 114. Mascarville (31325)             | 115. Mauremont (31328)                | 116. Maurens (31329)                   |
| 117. Maureville (31331)                | 118. Mauvaisin (31332)               | 119. Menville (31338)                 | 120. Mervilla (31340)                  |
| 121. Merville (31341)                  | 122. Mirepoix-sur-Tarn (31346)       | 123. Mondonville (31351)              | 124. Mondouzil (31352)                 |
| 125. Monestrol (31354)                 | 126. Mons (31355)                    | 127. Montaigut-sur-Save (31356)       | 128. Montastruc-la-Conseillère (31358) |
| 129. Montberon (31364)                 | 130. Montbrun-Lauragais (31366)      | 131. Montclar-Lauragais (31368)       | 132. Montesquieu-Lauragais (31374)     |
| 133. Montgaillard-Lauragais (31377)    | 134. Montgeard (31380)               | 135. Montgiscard (31381)              | 136. Montjoire (31383)                 |
| 137. Montlaur (31384)                  | 138. Montpitol (31388)               | 139. Montrabé (31389)                 | 140. Montégut-Lauragais (31371)        |
| 141. Mourvilles-Basses (31392)         | 142. Mourvilles-Hautes (31393)       | 143. Mérenvielle (31339)              | 144. Nailloux (31396)                  |
| 145. Nogaret (31400)                   | 146. Noueilles (31401)               | 147. Odars (31402)                    | 148. Ondes (31403)                     |
| 149. Paulhac (31407)                   | 150. Pechbonnieu (31410)             | 151. Pechbusque (31411)               | 152. Pelleport (31413)                 |
| 153. Pibrac (31417)                    | 154. Pin-Balma (31418)               | 155. Plaisance-du-Touch (31424)       | 156. Pompertuzat (31429)               |
| 157. Pouze (31437)                     | 158. Pradère-les-Bourguets (31438)   | 159. Prunet (31441)                   | 160. Préserville (31439)               |
| 161. Puysségur (31444)                 | 162. Péchabou (31409)                | 163. Quint-Fonsegrives (31445)        | 164. Ramonville-Saint-Agne (31446)     |
| 165. Rebigue (31448)                   | 166. Renneville (31450)              | 167. Revel (31451)                    | 168. Rieumajou (31453)                 |
| 169. Roquesérière (31459)              | 170. Rouffiac-Tolosan (31462)        | 171. Roumens (31463)                  | 172. Saint-Alban (31467)               |
| 173. Saint-Cézert (31473)              | 174. Saint-Félix-Lauragais (31478)   | 175. Saint-Geniès-Bellevue (31484)    | 176. Saint-Germier (31485)             |
| 177. Saint-Jean (31488)                | 178. Saint-Jean-Lherm (31489)        | 179. Saint-Jory (31490)               | 180. Saint-Julia (31491)               |
| 181. Saint-Loup-Cammas (31497)         | 182. Saint-Léon (31495)              | 183. Saint-Marcel-Paulel (31501)      | 184. Saint-Orens-de-Gameville (31506)  |
| 185. Saint-Paul-sur-Save (31507)       | 186. Saint-Pierre (31511)            | 187. Saint-Pierre-de-Lages (31512)    | 188. Saint-Rome (31514)                |
| 189. Saint-Rustice (31515)             | 190. Saint-Sauveur (31516)           | 191. Saint-Vincent (31519)            | 192. Sainte-Foy-d'Aigrefeuille (31480) |
| 193. Sainte-Livrade (31496)            | 194. La Salvetat-Lauragais (31527)   | 195. La Salvetat-Saint-Gilles (31526) | 196. Saussens (31534)                  |
| 197. Seilh (31541)                     | 198. Seyre (31546)                   | 199. Ségreville (31540)               | 200. Tarabel (31551)                   |
| 201. Thil (31553)                      | 202. Toulouse (31555)                | 203. Tournefeuille (31557)            | 204. Toutens (31558)                   |
| 205. Trébons-sur-la-Grasse (31560)     | 206. L'Union (31561)                 | 207. Vacquiers (31563)                | 208. Vallesvilles (31567)              |
| 209. Vallègue (31566)                  | 210. Varennes (31568)                | 211. Vaudreuille (31569)              | 212. Vaux (31570)                      |
| 213. Vendine (31571)                   | 214. Verfeil (31573)                 | 215. Vieille-Toulouse (31575)         | 216. Vieillevigne (31576)              |
| 217. Vignaux (31577)                   | 218. Vigoulet-Auzil (31578)          | 219. Villariès (31579)                | 220. Villaudric (31581)                |
| 221. Villefranche-de-Lauragais (31582) | 222. Villematier (31583)             | 223. Villemur-sur-Tarn (31584)        | 224. Villeneuve-Tolosane (31588)       |
| 225. Villeneuve-lès-Bouloc (31587)     | 226. Villenouvelle (31589)           |                                       |                                        |